# Enzo Cozzolino
(Reinhold Messner)
Enzo Cozzolino, all'anagrafe Vincenzo Cozzolino (Trieste, 28 giugno 1948 – Torre di Babele, 18 giugno 1972), è stato un alpinista italiano.

## Biografia
Portato agli sport e all'attività all'aria aperta, iniziò ad arrampicare in Val Rosandra a 17 anni. In pochi anni Enzo, noto con il soprannome di "Grongo" (come l'omonimo pesce, per il mento e la dentatura pronunciati, nonché la tenacia) diventò un alpinista di punta, annoverato tra i pionieri del settimo grado, che con i loro exploit porteranno all'apertura verso l'alto della scala UIAA.
Metodico nell'allenamento, fu tra i primi ad applicare un'etica alpinistica rivoluzionaria per l'alpinismo europeo, basata sull'utilizzo minimale dei sistemi di protezione e sul rifiuto dell'utilizzo del chiodo come mezzo di progressione, caratteristico degli anni sessanta.
In tale stile, anche in solitaria, compì diverse prime ascensioni, alcune delle quali rimaste celebri. Tra di esse la via dei Fachiri (450 m, VI), aperta il 14 e 15 gennaio del 1972 insieme a Flavio Ghio con soli 12 chiodi sulla parete sudovest della Cima Scotoni, che ospita la storica via degli Scoiattoli, e il diedro che ha preso il suo nome sul piccolo Mangart di Coritenza, con Armando Bernardini, il 22 e 23 settembre 1970 (800 m, oggi VII-, con soli 10 chiodi). Compì anche diverse ascensioni di V e VI grado in solitaria, cosa di rilievo per i tempi, come la Comici alla Cima d'Auronzo (1° solitaria) e la Pisoni-Stenico alla Torre del Lago (1° solitaria invernale).
Impegnato nel servizio militare, durante un'ascensione di allenamento in solitaria alla via Soldà alla Torre di Babele (gruppo del Civetta) cadde trovando la morte a nemmeno 24 anni.

## Ascensioni
- Spiz d'Agnèr Sud: parete nord, 900 m, V e VI, con Paolo Rumiz nel 1970;
- Spiz d'Agnèr Nord: parete ovest, 750 m, V e VI con L. Corsi nel 1970;
- Pizzèt d'Agnèr: parete nord, 600 m, V e VI con U. Iavazzo nel 1969;
- Pala di San Martino: parete sud-est, 650 m, VI;
- Punta Chiggiato (Antelao): parete sud, 750 m, V e VI nel 1970;
- Piccolo Mangart di Coritenza (Mangart): diedro nord, il più alto diedro delle Alpi, 800 m, VI, con A. Bernardini nel 1970;
- Seconda Sorella del Sorapiss: parete nord, 700 m, VI;
- Busazza (Civetta): per la fessura sinistra della parete ovest, 1000 m, VI+ e A1, con A. Casale nel 1971;
- Cima Papi (Dolomiti di Sesto, Monte Popera): per lo spigolo sud, 350 m, VI+;
- Cima Scotoni (Fanis): via "dei Fachiri", 600 m, VI+, nel 1972 con F. Ghio.

## Omaggi
Ad Enzo Cozzolino sono stati intitolati:
- il Bivacco Cozzolino, bivacco alpinistico, posto a 1560 m s.l.m. sotto lo spigolo nord dell'Agner;
- la scuola di alpinismo della sezione CAI XXX Ottobre di Trieste;
- un belvedere della Napoleonica, strada panoramica alla periferia di Trieste sulla quale si affacciano le pareti di roccia dove Cozzolino soleva allenarsi;[3]
- Fachiri, echi verticali, un lungometraggio di Giorgio Gregorio.[4]